# 科姆斯 (肯塔基州)
科姆斯（英語：Combs）是位於美國肯塔基州佩里縣的一個人口普查指定地區。

## 人口
根據2020年美國人口普查的數據，科姆斯的面積為0.87平方千米，當中陸地面積為0.83平方千米，而水域面積為0.04平方千米。當地共有人口339人，而人口密度為每平方千米389.66人。